# Aussevielle
Aussevielle is een gemeente in het Franse departement Pyrénées-Atlantiques (regio Nouvelle-Aquitaine) en telt 479 inwoners (1999). De plaats maakt deel uit van het arrondissement Pau.

## Geografie
De oppervlakte van Aussevielle bedraagt 3,2 km², de bevolkingsdichtheid is 149,7 inwoners per km².
De onderstaande kaart toont de ligging van Aussevielle met de belangrijkste infrastructuur en aangrenzende gemeenten.

## Demografie
Onderstaande figuur toont het verloop van het inwonertal (bron: INSEE-tellingen).